# Mont Ushiro
Le mont Ushiro (後山, Ushiro-yama) est une montagne située à la limite des villes de Shisō dans la préfecture de Hyōgo et Mimasaka dans la préfecture d'Okayama au Japon. Culminant à 1 344 m d'altitude, c'est la plus haute montagne de la préfecture d'Okayama et la troisième de la préfecture de Hyōgo après le mont Hyōno et le mont Mimuro. Dans la préfecture de Hyōgo la montagne porte aussi le nom d'Itabami-san et dans la préfecture de Tottori celui d'Ushiro-no-sen.
Le mont Ushiro est une montagne de faille typique des monts Chūgoku. Cette montagne fait partie du parc quasi national de Hyōnosen-Ushiroyama-Nagisan.

## Religion et histoire
Le mont Ushiro est un centre régional du shugendō, appelé Nishi-Ōmine, littéralement « Ōmine de l'ouest ». Au Japon, Ōmine est le nom de la plus importante montagne pour le shugendō. Selon la tradition locale, cette montagne a été développée comme centre d'entraînement par En no Gyōja, fondateur du shugendō au VIIe siècle, pour les shugensha, les pratiquants du shugendō. Cependant, le Dosen-ji, qui est le centre du shugendō sur la montagne, a été fondé au XIIIe siècle, aussi est-il logique de penser que la pratique du shugendō sur le mont Ushiro a commencé à cette époque. Le mont Ushiro est l'une des montagnes qui possèdent encore quelques zones où les femmes sont interdites d'accès de manière à ne pas déranger la formation des shugensha.